# Xã Alger, Quận Mountrail, Bắc Dakota
Xã Alger (tiếng Anh: Alger Township) là một xã thuộc quận Mountrail, tiểu bang Bắc Dakota, Hoa Kỳ. Năm 2010, dân số của xã này là 36 người.